# Sonja Norin
Sonja Anna Katarina Norin Weber, född Norin 25 september 1942 i Stockholm, gift Weber, är en svensk operasångerska (sopran). Hon har främst gjort karriär utanför Sverige, i Danmark och Tyskland.

## Biografi
Norin växte upp på Kungsholmen i Stockholm. Vid fyra års ålder sattes hon av sin italienska mor i Operans balettskola.
Debuten gjorde hon 1958 i Rigoletto av Giuseppe Verdi, och samma år vann hon första priset i talangtävlingen Riksparaden. 1961 fick hon Kungastipendiet.
Från 1962 till 1964 var Norin engagerad vid Stockholmsoperan. 1964 fick hon rollen som Maria i West Side Story i Odense i Danmark. Därefter fortsatte karriären i Tyskland.
Norin återvände till Sverige 1976 och skulle provsjunga vid Stockholmsoperan, men fick problem med rösten och den professionella karriären tog slut. Efter sångkarriären arbetade Norin vid hemtjänsten i Stockholm.

## Roller (urval)

### Opera
- Gilda – Rigoletto, Giuseppe Verdi
- Annina – La traviata, Giuseppe Verdi
- – En sällsam historia, Benjamin Britten

### Musikal
- Maria – West Side Story, Leonard Bernstein

## Diskografi (urval)
- Sonja Norin, His Master's Voice, 1963
- Lärkan, His Master's Voice, 1963
- Les Filles De Cadix, His Master's Voice, 1963